# Jean Picq
Pour les articles homonymes, voir Picq.
Jean Picq, né le 16 novembre 1945 à Neuilly-sur-Seine, est un fonctionnaire français, ancien président de la troisième chambre de la Cour des Comptes et professeur associé à l'Institut d'études politiques de Paris (SciencesPo).

## Biographie

### Jeunesse et études
Jean Picq effectue ses études secondaires au lycée français du Caire, puis au lycée français de Beyrouth et au lycée Janson-de-Sailly. Il est diplômé de l'Institut d'études politiques de Paris (SP 1969), titulaire d'une licence de droit et d'un DESS de droit public, et d'une licence d'économie. Il est un ancien élève de l'École nationale d'administration (promotion François Rabelais).
Il a par ailleurs obtenu une licence canonique de théologie et une maîtrise de philosophie au Centre Sèvres[réf. nécessaire].

### Parcours professionnel
Il entre en 1974 à la Cour des comptes. De 1975 à 1981, il est chargé de mission, puis conseiller technique au cabinet du Ministre de la Défense. Après la victoire de François Mitterrand en 1981, il réintègre la Cour jusqu'en 1986, avant de rejoindre le cabinet de Jacques Chirac en tant que conseiller technique auprès du Premier Ministre. Ayant intégré la Cour des comptes après les élections présidentielles de 1988, il est ensuite Secrétaire général de la défense nationale (1995-1996), avant de terminer sa carrière à la Cour comme président de chambre (2004-2011).
Parallèlement à sa carrière de haut-fonctionnaire, il a enseigné à l'IEP de Paris à partir de 1974. Il y a donné pendant vingt le cours magistral de deuxième année « Histoire et droit des États » [réf. nécessaire].

## Distinctions honorifiques
- Commandeur de la Légion d'honneur, le 22 avril 2011[2]
- Commandeur de l'ordre national du Mérite[3]
- Officier de l'ordre des Palmes académiques
- Chevalier de l'ordre du Mérite agricole
- Chevalier de l'ordre du Mérite maritime
- Commandeur de l'ordre des Arts et des Lettres (2006)[4]
- Médaille de l'Aéronautique (1988) [5]
- Médaille de la jeunesse, des sports et de l'engagement associatif, or (2005)[6]

## Publications
- Les Ailes de l'Europe. L'aventure de l'Airbus, Fayard, Paris, 1990
- Il faut aimer l'État. Essai sur l'État en France, Flammarion, Paris, 1995
- Vaclav Havel ou la force des sans pouvoirs, Michalon, Paris, 2000
- Histoire et droit des États. La souveraineté dans le temps et l'espace européens, Presses de Sciences Po, Paris, 2005
- Une histoire de l'Etat en Europe : Pouvoir, justice et droit du Moyen âge à nos jours, Coll. Manuels, Les Presses de Sciences Po, 1er édition, 2009, 3ème édition 2015.